# God Don't Make the Laws
God Don't Make the Laws è un film del 2011 scritto e diretto da David Sabbath.

## Trama
Nel villaggio di Rockwell il tempo si è fermato: nessuno si ammala, cresce o muore da un tragico incidente d'autobus avvenuto nel 1977, che ha spento le vite di tutta la squadra di basket del liceo del luogo, fino a quel momento imbattuta. Le cose cambiano quando un ragazzo dal misterioso passato, Hawk Kodiak, arriva al villaggio.

## Produzione e distribuzione
La pellicola è stata girata a dicembre 2010 in Ohio, nell'area di Columbus e Granville. Una prima proiezione del film, gratuita, si è tenuta a Columbus il 1º dicembre 2011; il film è stato inoltre presentato nel 2013 al MIPTV e al NATPE Budapest.
Il DVD è uscito negli Stati Uniti e in Canada il 16 luglio 2013.